# Världens ände
Världens ände är ett begrepp som har sitt ursprung från den tid då folk trodde att jorden var platt. Världens ände skulle då vara precis i slutet av den platta jordytan eller längs med kanten på denna. I modern tid är innebörden istället en särskilt avlägsen plats, men denna avlägsenhet kan tolkas olika. Platsen är ofta lite mer svårtillgänglig, då det ofta saknas järnväg och har lite sämre vägförbindelser. Vanligtvis saknar den också såväl flygplats som hamn.
I modern tid används begreppet på vissa platser och orter runt om i världen. Ofta med någon form av humor inblandat. Bland dessa kan nämnas Bretagne i Frankrike där det åsyftar till den branta kusten. I Sverige har Trosa ofta fått den benämningen då platsen ligger vid kusten men bland annat saknar järnväg och färjeleder.
Det är inte ovanligt heller att en mer avlägsen plats på en järnvägslinje eller en busslinje kan kallas för "världens ände". Detta då dessa platser kan upplevas som svåråtkomliga.